# Revista Española De Cardiología
Revista Española De Cardiología is een internationaal, aan collegiale toetsing onderworpen wetenschappelijk tijdschrift op het gebied van de cardiologie.
De naam wordt in literatuurverwijzingen meestal afgekort tot Rev. Esp. Cardiol.
Het wordt uitgegeven door Elsevier namens de Sociedad Española de Cardiología en verschijnt maandelijks.
Het eerste nummer verscheen in 1947.